# Galinhos
Galinhos är en kommun i Brasilien.   Den ligger i delstaten Rio Grande do Norte, i den östra delen av landet, 1 700 km nordost om huvudstaden Brasília. Antalet invånare är 2 150.
Trakten runt Galinhos består huvudsakligen av våtmarker. Runt Galinhos är det mycket glesbefolkat, med 6 invånare per kvadratkilometer.